# Megathrips lativentris
Megathrips lativentris är en insektsart som först beskrevs av Ernst Wilhelm Heeger 1852.  Megathrips lativentris ingår i släktet Megathrips och familjen rörtripsar. Arten är reproducerande i Sverige. Inga underarter finns listade i Catalogue of Life.